# Устечківська сільська рада (Заліщицький район)
Усте́чківська сільська́ ра́да — адміністративно-територіальна одиниця та орган місцевого самоврядування в Заліщицькому районі Тернопільської області. Адміністративний центр — село Устечко.

## Загальні відомості
- Територія ради: 22,41 км²
- Населення ради: 881 особа (станом на 2001 рік)
- Територією ради протікають річки Дністер, Джурин

## Населені пункти
Сільській раді підпорядковані населені пункти:
- с. Устечко

## Склад ради
Рада складається з 12 депутатів та голови.
- Голова ради: Бабин Лілія Леонівна
- Секретар ради: Сапіжак Михайло Володимирович

### Керівний склад попередніх скликань
| Прізвище, ім'я, по батькові | Основні відомості                                                                     | Дата обрання | Дата звільнення |
| --------------------------- | ------------------------------------------------------------------------------------- | ------------ | --------------- |
| Бабин Лілія Леонівна        | Сільський голова, 1965 року народження, освіта вища, член Української Народної Партії | 26.03.2006   | 31.10.2010      |
| Бабин Лілія Леонівна        | Сільський голова, 1965 року народження, освіта вища, член Української Народної Партії | 31.10.2010   |                 |

Примітка: таблиця складена за даними сайту Верховної Ради України

### Депутати
За результатами місцевих виборів 2010 року депутатами ради стали:

#### За суб'єктами висування
| Суб'єкт висування               | Кількість обраних депутатів | %    |
| ------------------------------- | --------------------------- | ---- |
| Самовисування                   | 11                          | 91,7 |
| Політична партія «Наша Україна» | 1                           | 8,3  |

#### За округами
| № округу                        | Прізвище, ім'я, по батькові      | Дата визнання обраним | Освіта             | Партійна приналежність                | Відомості про обраного депутата                       |
| ------------------------------- | -------------------------------- | --------------------- | ------------------ | ------------------------------------- | ----------------------------------------------------- |
| Політична партія «Наша Україна» |                                  |                       |                    |                                       |                                                       |
| 8                               | Вітовська Софія Іванівна         | 01.11.2010            | середня            | член Політичної партії «Наша Україна» | тимчасово не працює                                   |
| Самовисування                   |                                  |                       |                    |                                       |                                                       |
| 1                               | Цюприк Михайло Васильович        | 01.11.2010            | середня спеціальна | член Єдиного Центру                   | Устечківська сільська рада, секретар ради             |
| 2                               | Крисов Дмитро Анатолійович       | 18.11.2012            | вища               | позапартійний                         | тимчасово не працює                                   |
| 3                               | Базюк Андрій Романович           | 21.07.2013            | середня            | позапартійний                         | тимчасово не працює                                   |
| 4                               | Гронська Галина Іванівна         | 01.11.2010            | вища               | позапартійна                          | Устечківська загальноосвітня школа І-ІІІ ст., вчитель |
| 5                               | Безкоровайний Роман Федорович    | 21.07.2013            | середня            | позапартійний                         | тимчасово не працює                                   |
| 6                               | Тухлінович Ігор Степанович       | 01.11.2010            | вища               | позапартійний                         | тимчасово не працює                                   |
| 7                               | Башінський Михайло Володимирович | 01.11.2010            | середня            | позапартійний                         | Устечківська загальноосвітня школа І-ІІІ ст., кочегар |
| 9                               | Вийванко Ольга Романівна         | 01.11.2010            | вища               | позапартійна                          | Устечківська загальноосвітня школа І-ІІІ ст., вчитель |
| 10                              | Скоревич Марія Степанівна        | 21.07.2013            | середня            | позапартійна                          | Устечківська сільська рада, землевпорядник            |
| 11                              | Побилюк Віра Михайлівна          | 01.11.2010            | середня            | позапартійна                          | Устечківський дитячий садок, завідувачка              |
| 12                              | Сапіжак Михайло Володимирович    | 01.11.2010            | вища               | позапартійний                         | тимчасово не працює                                   |